# Tungujei, Iași
Tungujei este un sat în comuna Țibănești din județul Iași, Moldova, România.